# Eóganacht Airthir Chlíach
Les Eóganacht Airthir Chlíach forment une branche de la famille des Eóganachta, la dynastie régnante du royaume de Munster (en irlandais : Muman) du Ve siècle au Xe siècle. Ils tirent leur nom de Cliú (Clíach), un petit territoire situé à l'est (en irlandais : Airthir) du comté de Limerick et aussi partiellement sur le comté de Tipperary. Tout près, l'actuel village d'Emly abritait l'ancienne abbaye d'Imlech, le centre ecclésiastique du royaume à cette époque. 
Ils descendent d'Óengus mac Nad Froích (mort vers 489), le premier roi chrétien de Muman, par son fils Eochaid mac Óengusa (mort en 522) et son petit-fils Crimthann Dearcon mac Echado (un demi-frère du roi Crimthann Srem mac Echado, qui est à l'origine de la branche des Eóganacht Glendamnach). Dearcon, la mère de Crimthann, appartenait à la famille des Arada Clíach, un clan mineur du Cliú. 
Les Eóganacht Airthir Chlíach sont cousins des trois branches des Eóganacht Chaisil, des Eóganacht Glendamnach et des Eóganacht Áine qui occupèrent tour à tour le trône selon un système de rotation permanent. Toutefois, ils ne firent pas partie de ce système de rotation et leur seul roi connu est Fergus Scandal mac Crimthainn, mort en 582. 

## Généalogie des Eóganacht Airthir Chlíach
(en caractères gras, les individus ayant régné)
- Conall Corc mac Lugaid, fondateur de Cashel.
  - Nad Froích mac Cuirc
    - Ailill, à l'origine de la branche des Eóganacht Áine.
    - Óengus mac Nad Froích, † v. 489, premier roi chrétien de Muman.
      - Eochaid mac Óengusa, † v. 522.
        - Crimthann Dearcon mac Echado.
          - Cormac Sriabdere
            - Crundmáel
              - Cellach
                - Mughthigern
                  - Flann
                  - Murchad
                  - Rechtabra

            - Áed Beccán

          - Fergus Scandal mac Crimthainn, † v. 582.

        - Crimthann Srem mac Echado, † v. 542, à l'origine de la branche des Eóganacht Glendamnach.

      - Feidlimid mac Óengusa, † v. 500, à l'origine de la branche des Eóganacht Chaisil.

  - Caipre Luachra mac Cuirc, à l'origine de la branche des Eóganacht Locha Léin.
  - Mac Cass, à l'origine de la branche des Eóganacht Raithleann.

## Sources
- (en) Francis J. Byrne, Irish Kings and High-Kings, Table 12, Four Courts Press, Dublin (2001).  (ISBN 978-1-85182-196-9).
- (en) Thomas M. Charles-Edwards, Early Christian Ireland, Cambridge University Press, Cambridge (2000).  (ISBN 0-521-36395-0).
- (en) Histoire de l'Irlande en cartes